# 二瀬川忠太郎
二瀬川 忠太郎（ふたせがわ ちゅうたろう、1892年（明治25年）6月17日 - 没年不詳）は岡山県児島郡下津井村（現・倉敷市下津井）出身の大相撲力士。本名は佐山忠太（前姓は不明）。大阪相撲で活躍し最高位は大関。

## 略歴
11代朝日山に入門し忠勇 忠太郎（ちゅうゆう ちゅうたろう）の名で1910年（明治43年）6月序二段に付け出された。1912年（明治45年）5月海山と改め1916年（大正5年）1月入幕。183cm98kg、長身を利しての上突っ張り、右四つからの吊りがあり大関時代の宮城山福松を3度破っている。1920年（大正9年）1月部屋ゆかりの二瀬川を名乗り、5月関脇、1921年（大正10年）6月大関となった。大関では勝ち越しが1場所だけで1923年（大正12年）5月小結に下がり、この場所前に発生した龍神事件のため廃業した。その後佐山家を離れ郷里に帰ったと言われるが晩年の消息は不明。
幕内13場所（大関4場所）58勝48敗4分6預14休